# Месси, Райан
Райан Месси Танфури (фр. Rayane Messi Tanfouri; родился 23 мая 2007, Ле-Блан-Мениль) — французский футболист, вингер клуба «Страсбур».

## Клубная карьера
Выступал за футбольные академии клубов «Шавиль», «Версаль» и «Дижон». 5 апреля 2024 года дебютировал в основном составе «Дижона» в матче против «Версаля». В возрасте 16 лет, 10 месяцев и 13 дней стал самым молодым игроком в истории «Дижона». Через неделю забил гол в матче против «Орлеана», став самым молодым автором гола в истории клуба.
В августе 2024 года перешёл в «Страсбур», подписав с клубом трёхлетний контракт. В октябре 2024 года английская газета «Гардиан» включила его в список 60 лучших молодых талантов мирового футбола 2007 года рождения. 15 января 2025 года Месси дебютировал в основном составе «Страсбура» в матче Кубка Франции против клуба «Таон», забив в той игре два гола.

## Карьера в сборной
Выступал за сборные Франции до 16, до 17 и до 19 лет.
В мае 2024 года в составе сборной Франции до 17 лет принял участие в чемпионате Европы среди юношей до 17 лет, сыграв в трёх матчах группового этапа.

## Личная жизнь
Родился в Севре (О-де-Сен) в семье камерунца и туниски. Его фамилия происходит от отца Закари, камерунца по происхождению, сына суданца, и не имеет отношения к Лионелю Месси.